# Flonja Kodheli
Flonja Kodheli (Tirana) is een Belgische actrice, pianiste en componiste van Albanese afkomst. Ze vluchtte op haar dertiende met haar familie van Albanië naar België. Ze studeerde piano aan het Koninklijk Conservatorium Bergen. Op 26-jarige leeftijd besloot Kodheli in Parijs een acteursopleiding te gaan volgen. Naast haar werk als actrice componeert ze muziek voor speelfilms en documentaires. 

## Filmografie
- Exil (2020) als Hatixhe
- The Stork (2019) als Vezire
- Helvetica (2019) als Tina
- Rimetti a noi i nostri debiti (2018) als Rina
- Vergine giurata (2015) als Lila
- Bota (2014) als July
- Amsterdam Express (2014) als Marta
- Hors les murs (2012) als Elina